# ミーロック県
ミーロック県（ミーロックけん、ベトナム語：Huyện Mỹ Lộc / 縣美祿? ）は、ベトナムナムディン省にあった県である。
2024年9月1日、ナムディン市に編入された。

## 行政区画
以下の1市鎮10社を管轄する。
- ミーロック市鎮（Mỹ Lộc / 美祿）
- ミーハ社（Mỹ Hà / 美河）
- ミーフン社（Mỹ Hưng / 美興）
- ミーフック社（Mỹ Phúc / 美福）
- ミータン社（Mỹ Tân / 美新）
- ミータイン社（Mỹ Thành / 美城）
- ミータン社（Mỹ Thắng / 美勝）
- ミーティン社（Mỹ Thịnh / 美盛）
- ミートゥアン社（Mỹ Thuận / 美順）
- ミーティエン社（Mỹ Tiến / 美進）
- ミーチュン社（Mỹ Trung / 美中）